# Frank Castelyns
Frank F. Castelyns (4 november 1942 - 8 december 2016) was een dichter en beeldend kunstenaar Hij werd bekend door zijn kunstwerken bestaande uit gevonden voorwerpen en foto's van tijdens de zoektochten naar zulke voorwerpen.

## Biografie
Frank Castelyns was de zoon van Felix Castelyns en Rosa Dralans twee verzetslieden uit WOII. Na de middelbare school volgde hij enige tijd een opleiding aan de Rijksuniversiteit Gent om vervolgens lessen te volgen aan de Academie voor Schone Kunsten te Gent en Antwerpen. Nadat hij geholpen had bij de restauratie van de St.-Pauluskerk te Antwerpen, reisde hij doorheen Europa (Frankrijk, Italië). In 1975 keerde hij terug naar België en exposeerde regelmatig. Hij gaf gastcolleges aan de Academie voor Schone Kunsten te Antwerpen en aan de Académie des Beaux Arts te Luik. Hij kreeg onder andere ook beurzen van het ministerie van Cultuur.

## Werken en tentoonstellingen
- Permanente collectie - Verbeke Arts Foundation (Kemzeke)
- MuHKA Antwerpen - 2018[4]